# 卡氏大鼻鰨
卡氏大鼻鰨為輻鰭魚綱鰈形目鰨亞目鰨科的其中一種，為熱帶海水魚，分布於東大西洋維德角群島，棲息深度10-30公尺，體長可達18公分，棲息在沙底質底層水域，生活習性不明，可作為食用魚。